# Десятичный логарифм

График десятичного логарифма

Десятичный логарифм — логарифм по основанию 10. Другими словами, десятичный логарифм числа {\displaystyle b} есть решение уравнения {\displaystyle 10^{x}=b.}
Вещественный десятичный логарифм числа {\displaystyle b} существует, если {\displaystyle b>0} (комплексный десятичный логарифм существует для всех  {\displaystyle b\neq 0}).  Международный стандарт ISO 31-11 обозначает его {\displaystyle \lg \,b}. Примеры:
{\displaystyle \lg \,1=0;\,\lg \,10=1;\,\lg \,100=2}
{\displaystyle \lg \,1000000=6;\,\lg \,0{,}1=-1;\,\lg \,0{,}001=-3}
В зарубежной литературе, а также на клавиатуре калькуляторов встречаются и другие обозначения десятичного логарифма: {\displaystyle \operatorname {log} ,\operatorname {Log} ,\operatorname {Log10} }, причём следует иметь в виду, что первые 2 варианта могут относиться и к натуральному логарифму.

## Алгебраические свойства
В нижеследующей таблице предполагается, что все значения положительны:
|                    | Формула                                                         | Пример                                                                         |
| ------------------ | --------------------------------------------------------------- | ------------------------------------------------------------------------------ |
| Произведение       | {\displaystyle \lg(xy)=\lg(x)+\lg(y)}                           | {\displaystyle \lg(10000)=\lg(100\cdot 100)=\lg(100)+\lg(100)=2+2=4}           |
| Частное от деления | {\displaystyle \lg \!\left({\frac {x}{y}}\right)=\lg(x)-\lg(y)} | {\displaystyle \lg \left({\frac {1}{1000}}\right)=\lg(1)-\lg(1000)=0-3=-3}     |
| Степень            | {\displaystyle \lg(x^{p})=p\lg(x)}                              | {\displaystyle \lg(10000000)=\lg(10^{7})=7\lg(10)=7}                           |
| Корень             | {\displaystyle \lg {\sqrt[{p}]{x}}={\frac {\lg(x)}{p}}}         | {\displaystyle \lg {\sqrt {1000}}={\frac {1}{2}}\lg 1000={\frac {3}{2}}=1{,}5} |

Существует очевидное обобщение приведённых формул на случай, когда допускаются отрицательные переменные, например:
{\displaystyle \lg |xy|=\lg(|x|)+\lg(|y|),}
{\displaystyle \lg \!\left|{\frac {x}{y}}\right|=\lg(|x|)-\lg(|y|),}
Формула для логарифма произведения без труда обобщается на произвольное количество сомножителей:
{\displaystyle \lg(x_{1}x_{2}\dots x_{n})=\lg(x_{1})+\lg(x_{2})+\dots +\lg(x_{n})}
Вышеописанные свойства объясняют, почему применение логарифмов (до изобретения калькуляторов) существенно облегчало вычисления. Например, умножение многозначных чисел {\displaystyle x,y} с помощью логарифмических таблиц производилось по следующему алгоритму:
1. Найти в таблицах логарифмы чисел {\displaystyle x,y}.
2. Сложить эти логарифмы, получая (согласно первому свойству) логарифм произведения {\displaystyle x\cdot y}.
3. По логарифму произведения найти в таблицах само произведение.

Деление, которое без помощи логарифмов намного более трудоёмко, чем умножение, выполнялось по тому же алгоритму, лишь с заменой сложения логарифмов на вычитание. Аналогично производились возведение в степень и извлечение корня.
Связь десятичного и натурального логарифмов:
{\displaystyle \ln x\approx 2{,}30259\ \lg x;\quad \lg x\approx 0{,}43429\ \ln x}
Знак логарифма зависит от логарифмируемого числа: если оно больше 1, логарифм положителен, если оно между 0 и 1, то отрицателен. Пример:
{\displaystyle \lg \,0{,}012=\lg \,(10^{-2}\times 1{,}2)=-2+\lg \,1{,}2\approx -2+0{,}079181=-1{,}920819}
Чтобы унифицировать действия с положительными и отрицательными логарифмами, у последних целая часть (характеристика) надчёркивалась сверху:
{\displaystyle \lg \,0{,}012\approx -2+0{,}079181={\bar {2}}{,}079181}
Мантисса логарифма, выбираемая из таблиц, при таком подходе всегда положительна.

## Функция десятичного логарифма
Если рассматривать логарифмируемое число как переменную, мы получим функцию десятичного логарифма:  {\displaystyle y=\lg \,x.} Она определена при всех {\displaystyle x>0.} Область значений: {\displaystyle E(y)=(-\infty ;+\infty )}. График этой кривой часто называется логарифмикой. 
Функция монотонно возрастает, непрерывна и дифференцируема всюду, где она определена. Производная для неё даётся формулой:
{\displaystyle {\frac {d}{dx}}\lg \,x={\frac {\lg \,e}{x}}}
Ось ординат {\displaystyle (x=0)} является вертикальной асимптотой, поскольку:
{\displaystyle \lim _{x\to 0+0}\lg \,x=-\infty }

## Применение
Логарифмы по основанию 10 до изобретения в 1970-е годы компактных электронных калькуляторов широко применялись для вычислений. Как и любые другие логарифмы, они позволяли многократно упростить и облегчить трудоёмкие расчёты, заменяя умножение на сложение, а деление на вычитание; аналогично упрощались возведение в степень и извлечение корня. Но десятичные логарифмы обладали преимуществом перед логарифмами с иным основанием: целую часть логарифма числа {\displaystyle x} (характеристику логарифма) {\displaystyle [\lg x]} легко определить.
- Если {\displaystyle x\geqslant 1}, то {\displaystyle [\lg x]} на 1 меньше числа цифр в целой части числа {\displaystyle x}. Например, сразу очевидно, что {\displaystyle \lg 345} находится в промежутке {\displaystyle (2,3)}.
- Если {\displaystyle 0<x<1}, то ближайшее к {\displaystyle \lg x} целое в меньшую сторону равно общему числу нулей в {\displaystyle x} перед первой ненулевой цифрой (включая ноль перед запятой), взятому со знаком минус. Например, {\displaystyle \lg 0{,}0014} находится в интервале {\displaystyle (-3,-2)}.

Кроме того, при переносе десятичной запятой в числе на {\displaystyle n} разрядов значение десятичного логарифма этого числа изменяется на {\displaystyle n.} Например:
{\displaystyle \lg 8314{,}63=\lg 8{,}31463+3}
Отсюда следует, что для вычисления десятичных логарифмов достаточно составить таблицу логарифмов для чисел в диапазоне от {\displaystyle 1} до {\displaystyle 10}. Такие таблицы, начиная с XVII века, выпускались большим тиражом и служили незаменимым расчётным инструментом учёных и инженеров.
Поскольку применение логарифмов для расчётов с появлением вычислительной техники почти прекратилось, в наши дни десятичный логарифм в значительной степени вытеснен натуральным. Он сохраняется в основном в тех математических моделях, где исторически укоренился — например, при построении логарифмических шкал.
| Число     | Логарифм      | Характеристика | Мантисса      | Запись       |
| n         | lg(n)         | C              | M = lg(n) − C |              |
| --------- | ------------- | -------------- | ------------- | ------------ |
| 5 000 000 | 6.698 970...  | 6              | 0.698 970...  | 6.698 970... |
| 50        | 1.698 970...  | 1              | 0.698 970...  | 1.698 970... |
| 5         | 0.698 970...  | 0              | 0.698 970...  | 0.698 970... |
| 0.5       | −0.301 029... | −1             | 0.698 970...  | 1.698 970... |
| 0.000 005 | −5.301 029... | −6             | 0.698 970...  | 6.698 970... |

Обратите внимание, что у всех приведенных в таблице чисел {\displaystyle n} одна и та же мантисса {\displaystyle M}, поскольку:

Десятичная логарифмическая шкала на логарифмической линейке

{\displaystyle \lg(n)=\lg \left(x\times 10^{C}\right)=\lg(x)+\lg \left(10^{C}\right)=\lg(x)+C},
где {\displaystyle 1<x<10} — значащая часть числа {\displaystyle n}.

## История
Первые таблицы десятичных логарифмов опубликовал в 1617 году оксфордский профессор математики Генри Бригс для чисел от 1 до 1000, с восемью (позже — с четырнадцатью) знаками. Поэтому за рубежом десятичные логарифмы часто называют бригсовыми. Но в этих и в последующих изданиях таблиц обнаружились ошибки. Первое безошибочное издание на основе таблиц Георга Веги (1783) появилось только в 1852 году в Берлине (таблицы Бремикера).
В России первые таблицы логарифмов были изданы в 1703 году при участии Л. Ф. Магницкого. В СССР выпускались несколько сборников таблиц логарифмов:
1. Брадис В. М. Четырехзначные математические таблицы. М.: Дрофа, 2010, ISBN 978-5-358-07433-0. Таблицы Брадиса, издаваемые с 1921 года, использовались в учебных заведениях и в инженерных расчётах, не требующих большой точности. Они содержали мантиссы десятичных логарифмов чисел и тригонометрических функций, натуральные логарифмы и некоторые другие полезные расчётные инструменты.
2. Вега Г. Таблицы семизначных логарифмов, 4-е издание, М.: Недра, 1971. Профессиональный сборник для точных вычислений.